# 戴維娜·溫莎女勳爵
戴維娜·伊麗莎白·愛麗絲·本尼迪克特·溫莎女勳爵（英語：Lady Davina Elizabeth Alice Benedikte Windsor；1977年11月19日—），在2004年到2018年間被稱為達維娜·劉易斯女勳爵（英語：Lady Davina Lewis），是告羅士打公爵理察王子與告羅士打公爵夫人比哲特王妃的長女。截至2025年1月，她在英國王位繼承順序排名第36位。

## 早年生活
戴維娜出生於倫敦聖瑪麗醫院。她在1978年2月19日於班威爾堂區教堂受洗，由馬克·菲利普斯上尉、巴克盧公爵理查德·斯科特、第七代卡莫伊斯男爵托馬斯·斯托納、卡莫伊斯男爵夫人伊麗莎白、蘇珊·威格利（Susan Wigley）、羅傑·韋爾斯利·史密斯（Roger Wellesley Smith）和羅森恩-萊恩男爵夫人卡羅琳擔任其教父母。
戴維娜在肯辛頓宮長大，並先後在諾丁山的肯辛頓預備學校、雅士谷聖喬治學校就讀。她同時也是西英格蘭大學的校友，在該學校取得媒體研究學位。

## 結婚與子嗣
2004年7月31日，戴維娜與蓋瑞·克里斯蒂·劉易斯（Gary Christie Lewis；1970年－）結婚。劉易斯是一名經營物業翻新業務的木匠，且是一名衝浪愛好者。戴維娜是在假期中在峇里島與劉易斯結識，夫婦兩人相識四年，但在交往期間一直對關係保密。劉易斯的父親拉里·劉易斯（Larry Lewis）是毛利人，曾經在1982年的金剪刀剪羊毛大賽中獲得亞軍；他的叔叔則是著名的毛利作家威提·伊希麥拉，曾著有《鯨騎士》一書，並在2002年被改編成同名電影。
劉易斯亦是有記錄以來第一名迎娶英國王室成員或英國王子的女兒的毛利人後裔。根據1772年王室成員婚姻法，由於戴維娜屬於喬治五世的父系後裔，且有權繼承英國王位，故二人之間的婚姻須徵得御准，以使其子嗣可以有資格承繼英聯邦王國（包括新西蘭）的王位繼承權。2004年7月20日，女王會同樞密院正式宣布同意這樁婚事。婚禮於戴維娜長大的肯辛頓宮的私人教堂舉行，並只邀請了密友和家人參加，王室成員中則只有戴維娜的父母、兄長及妹妹獲邀出席。二人最終於2018年離婚。
戴維娜與前夫劉易斯育有兩個子嗣：出生於2010年6月22日的姐姐塞納·科瓦伊（Senna Kowhai）與2012年5月25日出生的弟弟塔內·馬胡塔（Tane Mahuta）。她的兒子以新西蘭北地大區懷普阿森林中一棵巨大的考里松樹命名。戴維娜同時也是劉易斯與前妻所生的兒子阿里（Ari；1992年出生）的繼母。
在2015年3月26日之前，基於習俗及英美法系，幼子塔內在英國王位繼承順序中比長女塞納排名靠前。自2013年王位繼承法在2015年於所有英聯邦王國生效後，塞納與塔內的繼承順序交換（分別排名第28及29位）；塞納則是受此影響的王室成員當中，與伊麗莎白二世最近的親屬。
達維娜女勳爵不參與官方活動，但仍會參與包括王室成員的婚禮在內的家庭活動。達維娜在2005年就曾與前夫獲邀出席英女王在白金漢宮接見新西蘭國家橄欖球隊的招待會，也曾於2011年一同出席威廉王子的婚禮。